# Alfons López Tena
Alfons López Tena (Sagunto, Valencia, 7 de diciembre de 1957) es un político español, expolítico independentista, exvocal del Consejo General del Poder Judicial (CGPJ) y notario.

## Biografía
Hijo de José Manuel, notario, y María Filomena,  es licenciado en Derecho por la Universidad de Valencia (1979). Notario desde 1983, ha ejercido en Tárrega (1983-1985), Játiva (1985-1988) y Barcelona (1988-1999). Fue fundador del Fòrum Notarial y Vicepresidente del Fòrum Notarial de Catalunya hasta 1999. Vocal del Consejo General del Poder Judicial de España entre 2001 y el 2008. Militante de Convergencia Democrática de Cataluña desde 1989 hasta 2010, Consejero Nacional desde 1996 hasta su nombramiento como Vocal del Consejo General del Poder Judicial de España a propuesta de Convergència i Unió y militante y cofundador del partido independentista Solidaritat Catalana. En agosto de 2007 crea, junto a Héctor López Bofill, el Círculo de Estudios Soberanistas. En 2010 formó la coalición Solidaritat Catalana per la Indepèndencia junto con Joan Laporta y Uriel Bertran. En las elecciones primarias de Solidaritat Catalana per la Independència, celebradas el 4 de septiembre de 2010, fue elegido número dos en las listas electorales para la circunscripción de Barcelona y fue diputado en el Parlament de Catalunya.

### Currículum
Su currículum en el mundo jurídico es muy extenso, empezando como notario de Tárrega, Játiva y Barcelona. Fundador y directivo de la Subcomisión juvenil del Ateneo Mercantil y de la Falla King Kong. En la Facultad de Derecho de Valencia fundó la Junta Democrática y del Consejo de Fuerzas Políticas y Sindicales de la Comunidad Valenciana. También ha sido fundador y directivo del Foro Notarial, la Sociedad Catalana de Estudios Jurídicos, perteneciente al Instituto de Estudios Catalanes, y la Fundación Cataluña Abierta. Presidente del Centre Comarcal de Cultura de la Urgell.
Miembro del Consejo Social de la Facultad de Derecho de la Universidad Ramon Llull-ESADE, de Òmnium Cultural, del Grupo Hayek, de Barcelona 2020, y del consejo asesor de Acción Cultural del País Valenciano. Ha sido presidente de la Sectorial de Justicia, vicepresidente del Agrupación de Esquerra del Ensanche, y consejero nacional de Convergència Democrática de Cataluña. Forma parte del Comité Ejecutivo de la International Organisation for Judicial Training, y ha constituido la Comisión de la Verdad para investigar los crímenes de la dictadura en la Comunidad Valenciana.
Nombrado a propuesta de CiU para el Congreso de los Diputados, vocal del Consejo General del Poder Judicial, donde se integra en las Comisiones de Escuela Judicial, Relaciones Internacionales, Igualdad de Género, y de relaciones con el Ministerio de Justicia y las comunidades autónomas.
En agosto del 2007 anunció, junto con el escritor Héctor López Bofill, cercano a ERC, la creación del Círculo de Estudios Soberanistas; un espacio de debate para explorar los diversos aspectos del camino de Cataluña hacia la consecución de un Estado propio. 
En 2010 formó la coalición Solidaritat Catalana per la Independència junto con Joan Laporta y Uriel Bertran. En las elecciones primarias de Solidaritat Catalana per la Independència, celebradas el 4 de septiembre de 2010, fue elegido número dos en las listas electorales para la circunscripción de Barcelona. En las elecciones en el Parlamento catalán de 2010, celebradas el 28 de noviembre, su formación obtuvo cuatro diputados, siendo él escogido diputado por su circunscripción. En las elecciones de noviembre de 2012 el número de votos alcanzado fue testimonial y quedó fuera del parlamento catalán. En julio de 2015 dejó este partido político.

## Obras
Es autor de numerosas publicaciones y conferencias sobre temas jurídicos, y ha escrito el ensayo Cataluña bajo España. La opresión nacional en democracia, donde se replantea la relación entre Cataluña y el conjunto de España, a partir de una formación jurídica, política y económica del corpus teórico de los movimientos secesionistas que han tenido éxito en procesos de independencia a lo largo de los siglos XIX y XX.